# デュランド・ユニオン駅
デュランド・ユニオン駅（英語：Durand Union Station）はミシガン州デュランド サウス・レールウェイ・ストリート200にある駅。 全米各地を結ぶ旅客鉄道のアムトラックが乗り入れている。

## 概要
当駅は1903年にグランド・トランク鉄道とアナーバー鉄道によって建てられた。

## 利用可能な鉄道路線／列車
アムトラックの停車する列車は下記の通り。
シカゴとポートヒューロン間の昼行中距離列車ブルー・ウォーター号… 1日1往復停車